# 告羅士打酒店

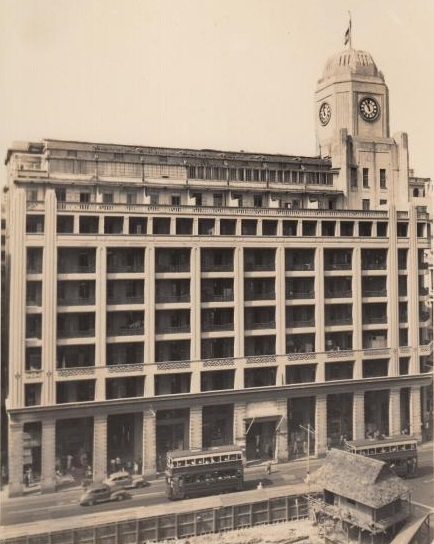
告羅士打酒店面向德輔道中（電車道）立面

告羅士打酒店是香港昔日的一座高級酒店，位於中環德輔道中與畢打街交界，1932年建成，1982年重建為置地廣塲上蓋的告羅士打大廈。

## 歷史
告羅士打酒店於1932年建成，是當年港島最高建築物，前身分別為顛地洋行（開埠初期至1867年）及遭大火燒毀的香港大酒店北翼（1868至1926年）。
1962年，鐘樓被颱風溫黛吹毀而需要修補。隨着文華東方酒店於1963年落成，告羅士打酒店同年結業並轉型為寫字樓，1965年後更名為告羅士打行（Gloucester Building）。
1974年，為配合興建地鐵中環站，香港置地宣佈興建置地廣場的計劃，需要拆卸告羅士打酒店重建。告羅士打酒店遂於1976年拆卸。

## 建築特色
- 地下至一樓的列柱構成迴廊[9]，並保持昔日香港大酒店廊柱的尺度和比例

- 頂部的9樓後退，餘下每層高度較矮[5]，使8樓層維持香港大酒店原有的臨街高度[10]

- 酒店由在香港本地起家的利安公司（Leigh & Orange）設計，建築整體用上20世紀30年代盛行的裝飾藝術風格[11]

## 鐘樓
告羅士打鐘樓於1932年隨著告羅士打酒店建成，配以直徑3米、四面以青銅鑲邊的電鐘。
鐘樓建立的目的，是為了取代於1908年被拆卸的畢打街鐘樓，為中環地區報時。雖然當時的第二代中環天星碼頭也設有鐘樓，但此鐘樓位於中環的心臟地帶（遮打道、德輔道中與畢打街交界的十字路口），因此也成為了中環的地標之一。
鐘樓在1976年與告羅士打酒店一併拆卸，取而代之的是重建後置地廣塲商場基座，在原來鐘樓位置上裝置的兩個電子時鐘。不過它們都在2005年置地廣場進行翻新工程中被拆卸，原處則變成了路易威登（Louis Vuitton）旗艦店的玻璃幕牆。

## 曾入住之名人
- 蕭紅（民國時期女作家）[8]
- 梅蘭芳（著名京劇演員）[8]
- 尼可拉斯·達華斯（Nicolas Darvas，匈牙利著名舞蹈家、股票投資人，箱型理論發明者；1958年9月3日入住香港告羅士打大酒店）

## 拆卸前鄰近建築
- 於仁行（今遮打大廈）
- 舊怡和大廈
- 第三代郵政總局

## 文化作品
香港作家劉以鬯的小說《酒徒》中，「告羅士打」作為當時中環的高級娛樂場所，主角經常會到裏面的餐廳喝酒解愁。